# الجماعة البيضاء
الجماعة البيضاء (بالإنجليزية: The White Company)‏ هي رواية مغامرة تاريخية بقلم آرثر كونان دويل وتقع أحداثها خلال حرب المائة عام ". تدور أحداث القصة في إنجلترا، وفرنسا، وإسبانيا، في السنوات 1366 و1367، على خلفية حملة إدوارد الأمير الأسود لإعادة بيدرو ملك قشتالة لعرش مملكة قشتالة. يصل الكتاب ذروته قبل معركة ناخيرا. استلهم دويل الرواية بعد حضوره محاضرة عن العصور الوسطى في عام 1889. وبعد بحث مستفيض، قام بنشر الرواية في شكل مسلسل في عام 1891 في مجلة كورنهيل. بالإضافة إلى ذلك، يعتبر كتابا مصاحبا لعمل دويل اللاحق سير نايجل، الذي يستكشف الحملات المبكرة للسير نايجل ورينغ وسامكين أليوارد.
الرواية غير معروفة نسبيا اليوم، على الرغم من أنها كانت محبوبة للغاية خلال الحرب العالمية الثانية. في الواقع، فإن دويل نفسه كان يعتز بهذه الرواية وبرواياته التاريخية الأخرى أكثر من مغامرات شيرلوك هولمز يتذكره بها العالم.
«الجماعة البيضاء» عنوان هي فريق من الرماة، يقودهم أحد الشخصيات الرئيسية. أخذ الاسم من مجموعة من المرتزقة الإيطاليين في القرن الرابع عشر، بقيادة جون هوكوود.

## حبكة الرواية
يغادر الشاب ألين ابن إدريك، كنيسة الدير الكاثوليكي وهو في سن العشرين، حيث تربى - ذكيًا، وماهرًا، ومحبوبًا، رغم أنه شخصٌ مَصُون ويتسم بالبساطة- ويذهب لرؤية العالم وفقًا لشروط وصية والده. ينفي رئيس الدير في نفس اليوم جون هوردل عن سلوكه الدنيوي: الشهية الكبيرة، الإغاظة، والمغازلة. يجتمعون في نزل بيد مرلين حيث يستريحون كل ليلة. كونوا هنالك صداقات مع النشاب المخضرم سام أيلوارد، الذي عاد إلى إنجلترا من فرنسا لتجنيد شركة الجماعة البيضاء. قدم أيلوارد طلبًا للسير نايجل لورينغ أوف كرايستشرش لتولي قيادة الجماعة. يواصل أيلوارد وجون طريقهما إلى كرايستشرش، بينما يتجه ألين لزيارة شقيقه الأكبر سوكمان أو مالك مينستيد، الذي نمت سمعته الشرسة على طريق الشر.
يجتمع الشقيقان لأول مرة منذ أن كان ألين رضيعًا، ووجد ألين أن شقيقه لا يزال غاضبًا من أن والده قدم ثلاثة هايدات (وحدة قياس مساحة تعادل 49 فدان) من الأرض (80–120 فدانا) إلى الدير لدعم الصبي. يهدد سوكمان العذراء الجميلة مود، والتي استطاعت الهروب بمساعدة ألين سيرًا على الأقدام للعثور على حصانها. تُشكل مود انطباعًا واضحًا على الشاب الذي تربى في الدير. عندما تسمع أن ألين ينوي الانضمام إلى أصدقائه للتوجه إلى السير نايجل لورينغ، تضحك مود وتتركه. يلتقي ألين مجددًا مع أيلوارد وهوردل جون، ويلتقي الأصدقاء الثلاثة مع السير نايجل وزوجته الجبارة ماري. يعلم هناك أن مود هي ابنة السير نايجل. يُتخذ ألين بصفة مرافق للسير نايجل وبصفة مُدرس لمود. عندما يغادر الرجال في النهاية إلى فرنسا، يعترف الزوجان الشابان بحبهما، لكن لبعضهما البعض فقط. يدمر أبطالنا وهم في طريقهم إلى جاسكوني القراصنة، ثم يقدمون تقارير إلى محكمة أمير ويلز في بوردو.
بعد مغامرات مخيفة ومضحكة، يقود المقاتلون الشجعان الجماعة البيضاء للانضمام إلى الأمير. تصل رسالة إلى السير نايجل يعلن فيها أن شقيق ألين، سوكمان مينستيد، هاجم قلعة السير نايجل. توفي سوكمان خلال الحصار.  تعني هذه الأخبار أن ألين هو سوكمان الجديد، الأمر الذي شجعه على إعلان حبه لمود إلى السير نايجل. أُذهل السير نايجل من الأخبار وإعلان ألين، لكنه يشير إلى أنه يفضل أن يكون ألين فارسًا كاملاً قبل أن يقترب من مود مرة أخرى ويحدثها عن الحب. هاجمهم الأسبان والفرنسيون في وادٍ ضيق، حيث قُتل جميع المحاربين الأقوياء تقريبًا، حتى وجب حل الجماعة -إذ بقي سبعة رجال من الرماة فقط، بمن فيهم جون. أُصيب ألين بجروح بالغة عندما أرسله السير نايجل لإنذار الأمير بمحنتهم. السير نايجل وأيلوارد مفقودان ويفترض أنهما ميتان. يتقدم الإنجليزيون للفوز في معركة ناجيرا، لإنجاز المهمة. الأمير ألين مريض في سريره. يعود «ألين» إلى إنجلترا منتصرًا مع «جون» بصفته قائدًا له، ليعلم من سيدة لقاها على الطريق أن مود ووالدتها تلقوا أخبارًا تفيد بعدم نجاة أي شخص من «الجماعة البيضاء». قالت السيدة إن حب «المُرافق ذو الشعر الذهبي»، والذي يُفترض أنه ميت مع المقاتلين، قد تسبب في قرار مود بالانضمام إلى دير للراهبات. كانت السيدة قد غادرت قبل أن تقبل مود الحجاب. يندفع ألين إلى أبواب الراهبة ويحتضن مود. يتزوجان. يستعد ألين وجون للعودة لمعرفة ما حدث للسير نايجل وإيلوارد. أثناء ركوب ألين لمعرفة ما إذا كان القارب جاهزًا لأخذهم، التقى نايجل وإيلوارد. لديهم قصة مغامرة تصف ما حدث بعد أن قبض عليهم الإسبان، ولكن في النهاية هربوا للعودة إلى إنجلترا. وكل شخص يعيش في سعادة دائمة.

## روابط خارجية
- الجماعة البيضاء على موقع الموسوعة البريطانية (الإنجليزية)